# Арион (коњ)
Арион (грч. Άρείων) је у грчкој митологији божански коњ. Он је био плод љубави Посејдона и Деметре или Зефира и харпије или га је родила Геја. Његов подмладак су Стенелови коњи.

## Митологија
Посејдон, бог мора, био је заљубљен у богињу Деметру и прогањао ју је. Она је бежала од њега и на крају се преобразила у кобилу и сакрила међу друге коње аркадијског краља Онка. Међутим, Посејдон ју је нашао, па се и он преобразио у пастува и оплодио је. Плод те љубави био је коњ Арион, који је прво припадао краљу Онку, затим Хераклу и коначно Адрасту. Арион је спасио живот свом последњем господару у походу познатом као Седморица против Тебе. Наиме, након што је осујетио план богиње Атене да спасе Тидеја, Амфијарај је покушао да побегне, али се земља отворила и прогутала га заједно са кочијашима. Катастрофу је избегао само Адраст.